# اولیویا مک‌لافلین
اولیویا مک‌لافلین (انگلیسی: Olivia McLoughlin؛ زادهٔ ۱۵ اکتبر ۲۰۰۴) بازیکن فوتبال اهل انگلستان است که در پست هافبک یا مدافع برای رنجرز  در لیگ برتر زنان اسکاتلند بازی می‌کند.
وی همچنین در تیم‌های ملی فوتبال زیر ۱۹ سال زنان انگلستان بازی کرده است.